# PlayStation 4
PlayStation 4 (også kendt som PS4) er en spilkonsol produceret af Sony Computer Entertainment og er efterfølgeren til PlayStation 3 som en del af PlayStation serien. PlayStation 4 konkurrerer med Microsofts Xbox One, og Nintendos Wii U som alle er en del af den 8. generations spillekonsoller. Konsollen blev annonceret d. 21. februar 2013 (dansk tid) og udkom i Danmark 29. november, 2013.

## Historie
Sony kontaktede udviklere året inden PlayStation 4s annoncering, og spurgte dem om hvilke funktioner de ønskede til en næste-generations konsol. I januar 2013 introducerede Sony et website hvor de annoncerede et stort event der ville foregå den 20. februar. Annoncerings-begivenheden, også kendt som PlayStation Meeting 2013, foregik i New York hvor der blev afsløret informationer omkring konsollen og spil der vil blive udgivet til konsollen. Annonceringen blev streamet igennem streaming-tjenesten Ustream.

### PS4 konsollen
PlayStation 4 konsollen vil benytte en specialdesignet single-chip processor, med en 8-kernet 64-bit x86 central processing unit (CPU) udviklet af AMD. Processoren har fået kodenavnet "Jaguar".
Konsollens GPU (Graphics Processing Unit) vil blive baseret på en næste-generations AMD Radeon grafikprocessor. Den vil yde på omkring 1.84 TFLOP/s. Det er muligt at den vil yde bedre end et middelkort til såkaldte "gamer-computere". Grafikprocessoren vil også indeholde en dedikeret grafik-teknologi til gnidningsløs kompression og dekompression af videomedier.
PlayStation 4 vil have 8 GB af GDDR5 system hukommelse, der vil tillade en båndbredde på omkring 176 GB/s. Hukommelsen vil blive forenet, hvilket betyder at konsollen ikke har dedikeret video RAM; alt RAM deles mellem forarbejdning og grafikfunktioner. Funktionen er set i tidligere konsoller, såsom Xbox 360.
Det læsbare drev vil læse Blu-ray-diske med 6x- og DVD'er med 8x-hastighed. En harddisk på 500 GB vil være inkluderet ved køb.
PlayStation 4 vil køre med trådløs formatet 802.11 b/g/n såvel som Ethernet. USB 3.0 er inkluderet, såvel som Bluetooth® 2.1. Der følger et mono headset med systemet, der kan indsættes i DualShock 4 kontrolleren.[kilde mangler] Af udgangsporte har konsollen HDMI, analog AV-udgang, og optisk S/PDIF lyd udgang.

## Bagud kompatibilitet
PlayStation 4 konsollen vil ikke kunne køre PlayStation 3 spil af natur eller igennem emulation. Dette er en konsekvens af at bevæge sig fra Cell arkitekturen som PlayStation 3 benyttede, til x86 som PlayStation 4 vil benytte.
Det er planlagt at konsollen på et senere tidspunkt efter udgivelse ved benyttelse af en cloud-baseret streaming service udarbejdet af Gaikai, et Sony nyindkøbt firma, der specialiserer sig i cloud-software, vil kunne spille PlayStation, PlayStation 2 og PlayStation 3 spil i fremtiden.

## Tilbehør
- DualShock 4
- PlayStation 4 Eye